# День военного моряка-гидрографа
День военного моряка-гидрографа (или День Гидрографической службы Военно-Морского флота, День военного гидрографа) — профессиональный праздник военнослужащих, военнообязанных, ветеранов и гражданского персонала Гидрографической службы Военно-морского флота России. Отмечается ежегодно 13 октября . Установлен приказом Главнокомандующего ВМФ РФ № 15 от 17 января 1997 года.

## Описание
День военного моряка-гидрографа установлен 17 января 1997 года. Празднуется 13 октября — день создания в 1827 году в составе Морского министерства Управления генерал-гидрографа. Названная структура стала прообразом Главного управления навигации и океанографии Министерства обороны Российской Федерации — центрального органа управления Гидрографической службы России. Основной задачей этой службы является навигационно-гидрографическое обеспечение деятельности Военно-морского флота России.
Праздник — ежегодный. Является памятным днём в истории России.